# Fritzi Haberlandt
Fritzi Haberlandt (Berlin-Est, 6 juin 1975) est une actrice allemande. 

## Filmographie

### Cinéma
- 2003 : Liegen lernen

### Télévision
- 2008 : Le Grincheux
- 2017 : Babylon Berlin
- 2018 : Deutschland 86